# گمینا لوبشا
گمینا لوبشا (به لهستانی:  Gmina Lubsza) یک گمینا در لهستان است که در شهرستان بژگ واقع شده‌است. گمینا لوبشا ۲۱۲٫۷۱ کیلومتر مربع مساحت و ۸٬۵۷۷ نفر جمعیت دارد.